# Alfredo Chinetti
Alfredo Chinetti (né le 11 juillet 1949 à Cavaria con Premezzo, dans la province de Varèse, en Lombardie) est un coureur cycliste italien des années 1970 et 1980. 

## Biographie
Professionnel de 1974 à 1985, Alfredo Chinetti a notamment remporté une étape du Tour d'Espagne 1981.

## Palmarès

### Palmarès amateur
- 1968
  - Gran Premio Somma

- 1970
  - 2e de la Piccola Tre Valli Varesine

- 1971
  - 1re étape de la Semaine cycliste bergamasque
  - Tour de Lombardie amateurs

- 1972
  - 3e étape de la Semaine cycliste bergamasque

- 1973
  - Coppa Fiera di Mercatale
  - Tour du Frioul-Vénétie julienne
  - 2e étape du Tour de la Vallée d'Aoste
  - Coppa Ricami e Confezioni Pistoiesi
  - 3e du Tour de la Vallée d'Aoste

### Palmarès professionnel
| - 1975 - 3e du Tour d'Émilie - 3e du Tour de Lombardie - 1976 - 4eb étape du Tour de Catalogne - 1978 - 5eb étape du Tour des Asturies (contre-la-montre) - 2e de la Coppa Bernocchi - 1979 - 2e étape du Tour du Trentin - 3e de la Coppa Agostoni - 1980 - 2e du Tour de Lombardie - 3e de la Ruota d'Oro | - 1981 - 2e étape du Tour d'Espagne - 3e du championnat d'Italie sur route - 3e du Tour de Lombardie - 1982 - Coppa Placci - 1983 - 2e du Trophée Pantalica - 10e du Tour de Lombardie - 1984 - Tour de la province de Reggio de Calabre - 10e de Tirreno-Adriatico |  |

## Résultats sur les grands tours

### Tour de France
2 participations
- 1976 : hors délais (10e étape)
- 1982 : 109e

### Tour d'Espagne
2 participations
- 1981 : 27e, vainqueur de la 2e étape
- 1985 : non-partant (13e étape)

### Tour d'Italie
12 participations
- 1974 : non-partant (7e étape)
- 1975 : 29e
- 1976 : 56e
- 1977 : 25e
- 1978 : 13e
- 1979 : 29e
- 1980 : 20e
- 1981 : 33e
- 1982 : abandon (18e étape)
- 1983 : 67e
- 1984 : 14e
- 1985 : 55e